# وزغ حفار مکزیکی
وزغ نقب‌زن مکزیکی (نام علمی: Rhinophrynus dorsalis) نام یک گونه از تیرۀ وزغ‌های نقب‌زن و از راستۀ بی‌دمان است.